# Pujals dels Cavallers
Pujals dels Cavallers es una entidad de población española del municipio de Cornellá del Terri, perteneciente a la provincia de Gerona, en la comunidad autónoma de Cataluña.

## Toponimia
El lugar puede aparecer referido con las grafías «Pujals dels Cavallers» y «Pujals dels Caballers».

## Historia
Hacia mediados del siglo XIX, el lugar, ya por entonces perteneciente a Cornellá del Terri, tenía contabilizada una población de 46 habitantes. Aparece descrito en el decimotercer volumen del Diccionario geográfico-estadístico-histórico de España y sus posesiones de Ultramar de Pascual Madoz con las siguientes palabras:

PUJALS DELS CABALLERS: l. en la prov., part. jud. y dióc. de Gerona, aud. terr., c. g. de Barcelona, ayunt. de Cornellá: sit. en terreno llano, con buena ventilacion y clima saludable. Siene 14 casas y una igl. parr. (Sta. Eulalia) servida por un cura de ingreso, de provision real y ordinaria. El térm. confina N. Vilavenut y Espasens; E. Vilamaría; S. Pujals dels Pagesos, y O. Bañolas y su lago. El terreno es secano, de mediana calidad; le cruzan varios caminos locales. prod.: trigo, legumbres, vino y aceite; y cria ganado lanar. pobl.: 9 vec., 46 almas. cap. prod.: 1.172,400. imp.: 29,310 rs.
(Madoz, 1849, p. 297)

En 2022, tenía empadronados 73 habitantes.

## Patrimonio
Hay en el lugar una iglesia de Santa Eulalia.